# 楊慰
楊慰（?—?），中國清朝官員，山東蘭山人。乾隆二十八年（1763年）癸未科進士。曾任福建詔安縣知縣。乾隆四十四年（1779年），楊慰接替李倓擔任台灣府諸羅縣知縣。掌管今嘉義縣、嘉義市、雲林縣一帶政事。乾隆四十七年（1782年）因洪籠案遭革職。